# Sagan Tosu
Sagan Tosu (サガン鳥栖 Sagan Tosu?) es un equipo de fútbol japonés que jugará en la J2 League en la temporada 2025. Está situado en Tosu, en la prefectura de Saga y fue fundado en 1997.

## Historia

### Origen (1987-1996)
El club fue establecido como PJM Futures en Hamamatsu, la prefectura de Shizuoka en 1987. Se mudó a Tosu en 1994 y se convirtió en Tosu Futures.

### Sagan Tosu (1997-actualidad)
En febrero de 1997, fue establecido como un nuevo club, que prácticamente se hace cargo de Tosu Futures, al haberse declarado estos insolventes en el mes anterior, y admitido a participar en la Japan Football League de 1997 a 1998, así como en la Copa J. League en 1997 como una medida preferencial, aunque no les fue otorgado el estatuto como miembro asociado de la J. League. En 1999 fueron admitidos en la nueva categoría de la J. League Division 2, como uno de los diez equipos fundadores de dicha categoría.
Durante sus primeras temporadas consiguió terminar en la mitad de la tabla, pero tras el Mundial de 2002 la mayoría de sus patrocinadores abandonaron el club. Esto puso en serias dificultades su existencia, y la crisis económica afectó a los resultados deportivos. Al borde de la bancarrota en el año 2004, su situación se resolvió parcialmente gracias al patrocinio de la ilusionista Princess Tenko. En 2006 cambió su imagen y modelo deportivo, comenzando a apostar por jugadores surcoreanos y brasileños, con los que consiguió acabar cuarto de la J. League Division 2, solo a un puesto de la promoción de ascenso. Desde entonces trata de mantener un modelo económico estable, atrayendo al mayor número posible de patrocinadores, y mejorar sus resultados deportivos. En la temporada 2011, el equipo terminó en segunda posición y consiguió el ascenso a la J. League Division 1.
Durante la temporada 2018-2019, Fernando Torres, exfutbolista de la selección de España, jugó para Sagan y terminó su carrera en ese club.

## Jugadores

### Jugadores en préstamo
| Prestados |

### Jugadores destacados
| Japón - Yohei Toyoda - Daichi Kamada - Mu Kanazaki - Hitoshi Morishita - Koji Arimura - Koichiro Katafuchi - Kosei Kitauchi (1997-2002) |  | UEFA - Fernando Torres |  | CONMEBOL - Victor Ibarbo - Pedro Pasculli - Hugo Maradona | WAFF - Joan Oumari |

## Entrenadores
| Entrenador         | País          | Periodo                |
| ------------------ | ------------- | ---------------------- |
| Hiroshi Sowa       | Japón         | 1997-99                |
| Kazuhiro Koso      | Japón         | 2000-01                |
| Hiroshi Soejima    | Japón         | 2002                   |
| Yoshinori Sembiki  | Japón         | 2003                   |
| Ikuo Matsumoto     | Japón         | 2004-06                |
| Yasuyuki Kishino   | Japón         | 2007-09                |
| Ikuo Matsumoto     | Japón         | 2010                   |
| Yoon Jong-Hwan     | Corea del Sur | 2011-14                |
| Megumu Yoshida     | Japón         | Agosto de 2014         |
| Hitoshi Morishita  | Japón         | Diciembre 2014-15      |
| Massimo Ficcadenti | Italia        | 2016-18                |
| Kim Myung-hwi      | Corea del Sur | Octubre de 2018        |
| Lluís Carreras     | España        | Diciembre de 2018-2019 |
| Kim Myung-hwi      | Corea del Sur | Mayo 2019-             |

## Rivalidades
Derbi de Kyushu
El derbi de Kyushu considera a todos los enfrentamientos de los clubes de la región de Kyushu con excepción del derbi de Fukuoka, es decir que en él participan el Avispa Fukuoka, Giravanz Kitakyushu, Sagan Tosu, V-Varen Nagasaki, Roasso Kumamoto, Oita Trinita y Kagoshima United.